# ナポレオン (日本のトランプゲーム)
ナポレオン（napoleon）はトランプを用いて行うトリックテイキングゲームの一つ。名前と内容はイギリスのナポレオン（ナップ）に由来するが、日本で独自に発展したものである。
トリックテイキングゲームの一つであるポイントトリックゲームに属する。

## 遊び方
日本のナポレオンには数多くのローカルルールがあり、ここであげるルールは数あるルールの一つに過ぎない。他のローカルルールについては後述する。

### 人数
4〜6人。5人が最適なので、以下では5人の場合について説明する。

### 使用するカード
一組52枚。実際にはジョーカーを加えた53枚でプレイする事が多いが、説明を簡単にするため、まずはジョーカーの無いルールを説明する。

### 概要
このゲームは「ナポレオン」と「副官」からなるナポレオン軍と残りの人達からなる連合軍の2チームによる絵札の争奪戦で、絵札一枚につき１点が入る。ただし、このゲームではK・Q・Jのみならず、Aと10も「絵札」とみなされる（正しくはアナー・カードという）。
カードが配られた後に「競り」と「副官指定」を行うことで、誰がナポレオンになるか、誰が副官になるかが決まる。この後、トリックテイキングルールに従って絵札の争奪戦が行われる。なお、味方のプレイヤー同士であっても、自分たちの札を見せあったり、教えあったりしてはならない。
ナポレオン軍の目標はナポレオンが宣言した枚数だけ絵札を取ること、連合軍の目標はそれを阻止することである。ナポレオンと副官が取った絵札の合計枚数がナポレオンの宣言以上であればナポレオン軍の勝ちで、そうでなければ連合軍の勝ちとなる。

### ゲームの流れ
このゲームは以下の5つのフェーズからなる。
1. 配札：各プレイヤーにカードを配る。
2. 競り：プレイヤーの宣言により、ナポレオンと切り札のスートを決める。
3. 副官指名：ナポレオンの味方となる副官を、カードの指定により決める。
4. カード交換：ナポレオンが不要なカードを場札と交換する。
5. プレイ：絵札の争奪戦を行う。

#### 配札
裏向きに1人10枚ずつカードを配る。残りの2枚は裏向きに伏せて中央に置いておく。各プレイヤーは配られた自分のカードを確認する。

#### 競り
カードを配り終えたら競りを行い、ナポレオンと切り札のスートを決める。前回のゲームのナポレオン（ルールによってはカードを配った人の左隣り）から順に時計回りで競りを行う。
各プレイヤーは自分の番がきたら、「ハートで12枚」のような宣言をするか、もしくはパスする。「ハートで12枚」という宣言は「自分がナポレオンになったら、♥を切り札にして12枚の絵札を（ナポレオンと副官の合計で）獲得する」という意味であり、スートも枚数も自分が好きなものを選んでよい。一方「パス」は「自信が無いのでナポレオンになるのをあきらめる」という意味である。
宣言には強さがあり、枚数が大きい宣言の方が強い。同じ枚数の宣言であれば、♠＞♥＞♦＞♣の順に強い（ただし、このスート間の順位は競りの段階においてのみ適用され、実際にカードをプレイする段階では適用されない）。例えば、「♠で12枚」という宣言は「♥で12枚」よりも強い。したがって、最も強い宣言は「♠で20枚」ということになる。
競りは時計回りで何周も続く。パス以外に新たな宣言をする場合、これまでに出た（自分もしくは他人の）どの宣言よりも高い宣言をしなければならず、全ての人がパスすれば競りは終了となり、最高の宣言をしたプレイヤーがナポレオンになり、宣言したスートが切り札になる。なお、誰一人宣言せずに全員がパスした場合はゲーム不成立となり、カードを配り直す。
なお、事前に獲得宣言枚数の最低限度を決めておくことが多い。例えば、最低11枚と決めておいた場合、各プレイヤーは10枚以下の宣言をすることはできない。

#### 副官指名
競りが終了したら、ナポレオンは味方となる副官を決めるため、任意のカードを1枚宣言する。そのカード（副官指定カード）を持っている者が副官となる。誰が副官であるかは、副官指定カードがプレイされる（場に出される）までは、連合軍にもナポレオンにも分からない。
一般的に、ナポレオンは自分が持っていないカードの中でもっとも強いカードを副官指定カードにすることが多いが、戦略上あえて弱いカードを選んでもよく、また、後述する役札や切り札を選んでもよい。
なお、副官指定カードをナポレオンが持っている場合は、ナポレオンが副官を兼ね、他のプレイヤー全員が連合軍となる。手札が極めて強い場合は、勝利を独占するためにあえて自分が持っているカードを指定することができる。

#### カード交換
副官を指定したら、ナポレオンは残っていた場札の2枚のカードを取り、12枚の中から不要なカードを2枚裏向きに捨てる。捨てたカードは以後ゲームでは使われない。ただし、捨てたカードに絵札が含まれる場合はそれを公開し、ゲーム終了時に連合軍の得点として加算される。
場札から取ったカードの中に副官指定カードが含まれている場合もあるが、そのときは（仮に副官指定カードを捨てたとしても）ナポレオンが副官を兼ねることになる。

#### 手札のプレイ
カード交換が終わったら実際にカードをプレイし、絵札の争奪戦を行う。この際のカードの強さは以下の順に従う。下にいくほど弱い。なお、ここで切り札とは切り札スートの札の事である。
1. スペードのA（スペキュレーションあるいはオールマイティという。）
2. 切り札のJ（正ジャックという。）
3. 切り札と同じ色のもう1枚のJ（裏ジャックという。）
4. 切り札（A, K, Q, 10, ..., 2の順に強い。通常は切り札のAでも裏ジャックより弱い。但し切り札がスペードの場合スペードのAはスペキュレーションとしての強さが優先されるので正ジャック・裏ジャックより強いことに変わりはない。）
5. リード（後述。但し切り札とリードが同じスートの場合このチャートは無視する。）と同じスート（A, K, Q, J, 10, ..., 2の順に強い。通常はリードのAでも切り札の2より弱い。但しスペキュレーション・裏ジャックがリードと同じスートの場合これらのカードはスペキュレーション・裏ジャックとしての強さが優先される。）
6. その他は全てリードより弱い

例えば、切り札がハートならダイヤのJが裏ジャック、切り札がクラブならスペードのJが裏ジャックになる。
なお、上記の1.～3.のカードを役札と言う。
プレイは、通常のトリックテイキングゲームのルールに従い、トリックと呼ばれる小ゲームを何度も繰り返す。最初のトリックでは、まずナポレオンが場に任意のカードを一枚出し（リード）、以後左回りに他のプレイヤーが順番に一枚ずつ札を出す。
- リードではどれでも好きなカードを出すことができ、役札や切り札、副官指定カードを出してもよい。
- リード以外のプレイヤーは、リードと同じスートのカードがある場合は、必ずその中から出さなければならない（マストフォロー）。リードと同じスートのカードがない場合は、どの札を出してもよい（切り札はもちろん、役札や副官指定カードでもよい）。
  - A♠（スペキュレーション）や裏ジャックは役札ではあるが、カードの出し方はあくまで通常のルールに従う。例えば、A♠はあくまでスペードの札として扱われるので、スペードがリードの場合に手札にスペードがA♠しかなければそれを出さねばならず、ハートがリードの場合に手札にハートを持っているときはA♠を出すことはできない。

全員が一枚ずつ札を出すと、そのトリックは終了となる。最も強い札を出したプレイヤーがそのトリックの勝者になる。場に出された札は、後のトリックでは使用しない。
場に出された札の中に絵札が入っていた場合、その絵札はすべてトリックの勝者が獲得する。このゲームの目的はあくまでも絵札を取ることなので、たとえトリックに勝利したとしても、トリックの中に絵札が含まれていなければ、1点も獲得することはできない。
トリックの勝者が次のトリックのリードを行う。以上を手札がなくなるまで（つまり5人の場合は10回）行う。

#### 勝敗
全員の手札が全て無くなった時点、つまり10回のトリックが終わった時点でゲームは終了となる。
ナポレオン軍（ナポレオンと副官）が獲得した絵札の合計が、競りにおける宣言枚数以上であればナポレオン軍の勝利、1枚でも足りなければ連合軍の勝利である。

#### プレイヤーの人数が4人の時
各人に12枚ずつ配り、残りの4枚を裏向きに伏せて中央に置いておく。競りが終わったらナポレオンは場の4枚を取り、不必要な4枚を表向きに捨てる。他のルールは5人の場合と同様。なお、上述のルールの場合、交換枚数が多すぎる事、連合軍が2人しかいない事などでナポレオンが有利になりすぎる傾向にある上、1ゲーム当たりのトリック数が多くなるので、事前に2や3などの低い札を何枚か抜く事で中央の札の枚数を2枚にし、トリック数も10になるよう調整するローカルルールもある（セイムツー・ルール（後述）を採用している場合は、2を残し3や4の札を抜いたりする）。

### オプショナル・ルール
トランプゲームの中でもナポレオンは特にローカルルールが多いゲームである。ナポレオンはもともとルールが複雑であるが、ローカルルールを付け加えることでさらに複雑になり、しかもプレイヤー毎に知っているルールが違うという問題があるので、ゲームを始める前にプレイヤー間でルールを確認しておく必要がある。

#### ジョーカーに関するルール
ジョーカーに関するルールには様々なものがあるが、一例として、ジョーカーをスペキュレーションよりも強い役札とみなす、というものがある。なお、ジョーカーは切り札スートに属すものと見なされ、ジョーカーがリードされたら他の人は切り札を出さねばならない。
ジョーカーを入れる場合は場札が3枚になるので、ナポレオンになったプレイヤーはプレイの前にその3枚を取り、13枚の中から不要なカードを3枚捨てる。
ジョーカーは絵札としては扱われないので、獲得しても0点である。
ジョーカーに関する他のルールとして例えば次のようなものがある。
- ジョーカーよりもスペキュレーションの方が強い。
- ジョーカーはワイルドカードで、様々なカードの代わりになる。
- ジョーカーは自分の番ならいつでも出せる。ジョーカーをリードする事を切り札請求と呼び、ジョーカーがリードされたら切り札を持っているプレイヤーは全員切り札を出さねばならない。（残りの人は任意の札を出してよい）。しかしジョーカーは（ジョーカーがリードされた場合もそうでない場合も）どのカードよりも弱いため勝つ事はできない。
- ジョーカーはリードの場合にスペキュレーションの次に強く(第7トリックまで)、リードでない場合や第8トリック以降は最弱。この場合リードスート扱いとなる(セイム2成立の可能性あり)。
- ジョーカーをリードする場合、請求するスートを指定することができる、第8トリック以降は最弱のリードスート扱い(指定スートも切り札も役札も無ければ勝てる)。
- ジョーカーは単なるパス札とする。ジョーカーがリードされた場合は、次のプレイヤーが出したカードがリードとなる。
- 5人以上でプレーする際は、ジョーカーを2枚使用する(上記のルールよりもナポレオンの交換カードが1枚増える)
- ジョーカーは場の初め(親)が出した場合のみ、マイティ、正ジャック、裏ジャックに次ぐ4番目の強さとなり、またその場のスートを任意で宣言できる。

#### セイムツー
トリックの5枚のカードが全て同じスートのときにその中に2があれば、本来最弱であるはずの2を出したプレイヤーがそのトリックの勝者となるルール。
- トリックの中にジョーカーがある場合でも、それをリードと同じスートの最弱のカードとして扱い、他が同じスートであればセイムツーが成立するとするルールもある。
- セイムツーが成立する場合でもその中に役札がある場合には、役札の方が勝つとするルールもある。

#### 得点（一例）
ローカルルールによっては各自の得点をつける事もある。
例えば以下のルールで得点をつける：
例1
|                               | ナポレオン軍の勝利 | 連合軍の勝利     | 連合軍の勝利 |
| ナポレオン軍も1枚以上獲得     | ナポレオン軍の勝利 | 連合軍が20枚獲得 |              |
| ----------------------------- | ------------------ | ---------------- | ------------ |
| ナポレオン （副官ありの場合） | +2                 | -2               | -4           |
| ナポレオン （副官なしの場合） | +4                 | -4               | -8           |
| 副官                          | +1                 | -1               | -2           |
| 連合軍                        | -1                 | +1               | +2           |

例2
連合軍の場合
（宣言した枚数）－（宣言の最低枚数－1）
ナポレオンの場合
（連合軍の得点）×（連合軍の人数）÷3×2の値を四捨五入する
副官の場合
（連合軍の得点）×（連合軍の人数）÷3の値を四捨五入する

### その他のローカルルール

#### カードの強弱に関するローカルルール

##### スートに関するローカルルール
- そもそものスートの強さを♦＜♣＜♥＜♠とすることがある。
- スートの強さがトリックにも反映されることがある。
  - 例えば♠が切り札の場合は切り札を含め各リードにも強弱が発生するため♦＜♣＜♥＜♠のスートの強弱が発生する。このルール適用下では3♣,Q♦,10♣,A♣,4♥の場合スートが最も強い4♥が勝つ。また、切り札が♣だとスートの強弱は♦＜♥＜♠＜♣となる。
    - ただ、このルールは更に煩雑となるため受け入れられないことが多い。しかし、より戦略的に楽しみたい場合に用いられることが多い。

##### 役札に関するローカルルール
- リードがスペードであっても、スペキュレーションは出さなくてもよい。逆に、リードがスペードでなくても、スペキュレーションはいつでも出せる。つまり、スペキュレーションをどのスートにも属さない超越的なカードとするルール。
- 最初と最後のトリック（またはいずれか一方）においては、役札を無効とする。この場合でも、スペキュレーションだけは有効とすることがある。
- よろめき（スペキュレーションキラー、あるいは単にキラーとも） : スペキュレーションとハートのQ（ローカルルールによってはクラブの4）が同トリックに出た場合は、ハートのQの勝ちとするもの。ジョーカーに対して適用することもある。スペキュレーションキラーは、スペキュレーションと同トリックに出なかった場合は、単なるハートのQとして扱う。
  - よろめき返し・よろめき返し返し :よろめき返しとは、よろめきとしてハートのQが出て、さらに同トリック中にハートのKが出た場合にハートのKを勝ちとするもの。よろめき返し返しとは、その条件下でさらにハートのAが出ると、ハートのAを勝ちとするもの。
- 高度なよろめき

マイティ(スペードA)キラーがハートのQ、正ジャックキラーがダイヤのQ、裏ジャックキラーがクラブのQとするルール。併せて、スペードのQをキラーの横取りとし、キラーに成功したトリックでスペードのQを出した場合、スペードのQが強い。なお、キラーが成功した場合の強さ、およびそれを横取る場合の強さは、元の役札の強さと同等なので、例えば正ジャックをダイヤのQでキラーに成功したトリックでマイティが出されれば、マイティがキラーに関係なく強い。
このローカルルールにより、例えばダイヤを切札にすると正ジャックと正ジャックキラーが同じダイヤなのでキラーされやすくなり、スペードを切札にすると裏ジャックと裏ジャックキラーが同じクラブでキラーされやすくなる。また、ナポレオンがマイティを副官に指名した場合で、マイティキラーの発動の保険としてナポレオンがスペードのQを出すなど、高度な戦略を要するようになる。同時に、連合軍側はキラーを使う機会が増えるので、切札や役札がなくても何らかのQを持っているとキラーを使う楽しみが増えるので、しらけるゲームが減る効果も期待できる。
- ジョーカー請求 : クラブの3をリードした場合、ジョーカーを持っているプレイヤーはジョーカーを出さなければならない。（他のプレイヤーは通常のルールに従って札を出す。）
- 裏切り : 副官がクラブの10を持っている場合に、そのクラブの10を出す際にナポレオンを裏切り、連合軍側につくことができるというもの。
  - ナポレオンによる裏切り : ナポレオンがクラブの10に加え全てのジョーカー持っている場合に、ナポレオン自身が副官を裏切り連合軍側につくことができるというもの。これらカードのいずれかを出すまでの間にこれらを提示して裏切りを宣言する。これが起こると副官が勝てる確率は殆どなくなるため、ジョーカーを複数枚入れてゲームを行うときのみに適用されることが多い。
- 裏ジャックと表ジャックの強弱を逆とする。

##### カード交換に関するローカルルール
ナポレオンはプレイ開始直前に場の札を取り、不要なものを捨てるが、ナポレオンが絵札を捨てた場合に対して以下のローカルルールがある。
- 5人の場合は2枚のうち2枚を。4人の場合は4枚のうち2枚を交換できる。
- 交換したカードの公開、非公開。
- 必ずしも2枚交換する必要はなく、1枚でも0枚でもいい。（その場合の、ナポレオンが選択しなかったカードの公開、非公開。）
- 捨てたカードに含まれる絵札は最初のトリックを取った人の物になる。
- ゲーム終了時にナポレオンの得点に加算される。
- 誰のものにもならず無視される。
- ナポレオンが任意のプレイヤーに与える。
- そもそも絵札を捨ててはならない。
- 遊ぶ人数で割り切れるように前もって枚数を調節して（4人の場合は52枚、5人の場合は50枚というように）弱い札を除くので、最初からカードを交換しない。

##### セイムツーに関するローカルルール
- 最初と最後のトリック（またはいずれか一方のみ）は、セイムツーを無効とする。
- 切り札だけはセイムツーを無効とする。
- セイムツーと役札の関係については、
  - セイムツーよりも役札のほうが強く、例え5枚のカードが全て同じスートでも、その中に役札があれば役札が勝つ
  - セイムツーはスペキュレーションを含むすべてのカードより強い
  - スペキュレーションよりは弱いが、他の役札よりは強い

などがある。なお、人数によってセイムツーが成立する難易度が異なるため、
- - 4人；表J＞裏J＞セイムツー
  - 5人；表J＞セイムツー＞裏J
  - 6人；スペキュレーション＞セイムツー＞表J＞裏J

などと強さを調整するルールもある。

#### 競りに関するローカルルール

##### 競りで全員がパスをした場合に関するローカルルール
- 中央のふせられている札の1枚をディーラーが表にし、そのスートのJを持っている者がナポレオンとなる。該当者がいない場合にはもう1枚表にする。3枚とも表にしても該当者がいない場合はカードを配り直す。
- ディーラーは最初に必ず宣言をしなければならない。
- 中央のふせられている札を表にし、それから競りを続ける。それでも誰も宣言しなかった場合はカードを配り直す。
- スペキュレーションを持っている者がスペード13枚で名乗り出る。

##### その他
- 時計周りに競りをしない。早いもの順。
- 一度でもパスした人は競りから「降りた」とみなされ、以後は競りの間中、全てパスを宣言しなければならない。
- 切り札を指定しない宣言ができる。これをノートランプ（略称：ノートラ）とよぶ。同じ枚数での競りの場合、ノートラは全てのスートより優先される。
- 役札ではない最弱のカード、3を絵札にする。絵札の枚数は24枚になる。（3でとれるトリックは殆ど無いため、戦略的に難しくなる。）

#### 勝敗に関するローカルルール
- ナポレオン軍が20枚の絵札を全て集めてしまった場合は、ナポレオン軍の負けとなる。(革命/逆パーフェクト負けという。)これを防ぐ為に、前半(5トリック)終了時に、パーフェクト宣言をしても良いが、これをすると19枚以下では負けとなる。[それまでに絵札を取っていた者が副官でなければ宣言時にナポレオン敗北]
  - ただしナポレオンが競りの段階で20枚と宣言していた場合に限り、20枚集めてもナポレオン軍の勝ち。（「シベリア」「ルーマニア」「オスマン」などと呼ぶ人もいる）
- ナポレオン軍が20枚の絵札を集めた場合も、ナポレオン軍の勝ち。（「パーフェクト」「完全勝利」「凱旋」などと呼ぶ）

#### オープニング・リード（＝1トリック目のリード）に関するローカルルール
- オープニング・リードは切り札スート、スペード及びジョーカー以外でなければならない。ただし親がスペードと切り札しかなければ出す事は可能。
- オープニング・リードに限り、役札(よろめき、ジョーカーを含む)及びセイムツーの強さは適用されない。

## 歴史
元々、この遊びはイギリスのトランプゲーム「ナポレオン（ナップ）」が原型であり、日本でもその遊びのローカルルールなどが伝えられ、独自に派生していった。
1907年（明治40年）に書かれた書物「世界遊戯法大全」にNapoleon,or Napの和訳として「ナポレヲン」の名で紹介されている。
その中では

これは人数の多いほうが良い。まず銘々に札を分配してこれを調べ絵札が何枚取れるかこれを言い出て、その一番多いものをナポレオンとし他のものは連合としてこれに掛っていくので、ナポレオンは取ろうとする、他の者は取らすまいとする、中々の勇壮である。宣言した丈の数か又それ以上取ればナポレオンの勝ち、それ以下なれば連合軍の勝ちとなるので。遊び方は前項の絵取りと少しも変わらない。

と紹介されている。この解説文の中の「前項の絵取り」とはホイストを指す。（正確には後述するホイストのローカルである「絵取り」という遊び）
上記のルールで現在の日本のナポレオンとの大きな違いは、ナポレオン軍の概念が無いこととセイムツーやジャック・ジョーカーなどのルールが存在しないことである。

### ホイスト
ナポレオンは、イギリスのゲームホイストの子孫である。ホイストはコントラクト・ブリッジの先祖に当たるゲームで、4人でプレイし、向かい側の人とパートナーを組む。全員に13枚ずつカードを配り、トリックテイキングゲームを行う。より多くのトリックを取ったチームに、（取ったトリック数-6）点が入る。ホイストには宣言、副官、役札などの複雑なルールは無い。

### 絵取り
ホイストが日本に入ってきた段階で絵取りというゲームに変化した。（海外のホイストのローカルルールでもある。）絵取りもやはり4人で行なうトリックテイキングゲームであるが、ホイストとは異なり絵札（もしくはA）を数多く取る事がゲームの目標である。
絵取りも初期の頃には向かい側の人とパートナーを組んで行なっていたが、次第にパートナーシップを組むルールは忘れられ、4人が別々に争うルールへと変化していった。
ナポレオンやツー・テン・ジャックはこの絵取りをベースにして作られたゲームである。

### ファイブハンドレッドの影響（表ジャック、裏ジャック、副官）
絵取りがナポレオンに変容する際最も大きな影響を与えたのは、ユーカーおよびその変形のファイブハンドレッドというゲームである。後者はアメリカのUSプレイングカードカンパニー社が作ったゲームで、オーストラリアの国民的ゲームである。
表ジャック、裏ジャックはファイブハンドレッドのレフトバウアー、ライトバウアーのと呼ばれるスーパートランプ（役札）から来ている。ナポレオンにおける表ジャック、裏ジャックと同じく、レフトバウアーは切り札スートのジャックであり、ライトバウアーは切り札スートと同色のスートのジャックである。
なお、ライトバウアーと裏ジャックとでは所属スートが異なる。ライトバウアーは必ず切り札スートに属する。例えばJ♦がライトバウアーのとき、J♦は本来の所属スートである♦ではなく切り札スートである♥のカードとして取り扱われる。
それに対しナポレオンの裏ジャックの場合、裏ジャックはもとのスートに属し、裏ジャックがJ♦なら、裏ジャックは♦に属する。
ファイブハンドレッドはプレイヤーの人数によってルールが変化するゲームであるが、ファイブハンドレッドを5人で行なう場合には、副官のルールがある。副官のルールはかなり珍しいルールで、このルールを採用しているゲームはファイブハンドレッドと日本のナポレオンくらいしかないので、おそらく副官のルールもファイブハンドレッドからきたものと思われる。

### スペキュレーション
スペインやポルトガルの多くのゲーム（例えばオンブル）では、A♠はスパディールと呼ばれるスーパートランプ（役札）である。この為スペキュレーションのルールはスペインやポルトガルのゲームのいずれかから導入されたルールである可能性が高い。

### 宣言
ファイブハンドレッドやイギリスのナポレオンはもちろんビディング（宣言）のルールを採用しているゲームは数多い為、どのゲームから宣言のルールが入り込んだのかを特定するのは難しい。

## ナポレオンを収録したゲームソフト

### セガ
あつまれ!ぐるぐる温泉
1999年9月23日発売（日本国内のみ）。ドリームキャスト用ソフト。
日本のナポレオンが収録されており、モデムを利用したオンライン対戦が可能だった。
あつまれ!ぐるぐる温泉BB
2000年10月31日発売（日本国内のみ）。ドリームキャスト用ソフト。
「あつまれ!ぐるぐる温泉」のブロードバンドアダプタ対応版。
ぐるぐる温泉3
2002年3月14日発売（日本国内のみ）。ドリームキャスト用ソフト。
日本のナポレオンが収録されており、「大ぐるぐる温泉」とハードの垣根を越えたオンライン対戦が可能だった。
大ぐるぐる温泉
2002年10月31日発売（日本国内のみ）。PlayStation 2用ソフト。
日本のナポレオンが収録されており、「ぐるぐる温泉3」とハードの垣根を越えたオンライン対戦が可能だった。
なお、すべてのオンライン対戦サービスはすでに終了しており、現在はオフラインでのプレイのみ可能。

### 任天堂
だれでもアソビ大全
2005年11月3日発売（日本国内のみ）。ニンテンドーDS用ソフト。
イギリスのナポレオン（ナップ）・日本のナポレオンの両方が収録されている。
Wi-Fi対応世界のだれでもアソビ大全
2007年4月13日発売（日本国内のみ）。ニンテンドーDS用ソフト。
『だれでもアソビ大全』の一部の収録ゲーム（7本）を変更し、ニンテンドーWi-Fiコネクションに対応している。このソフトでは、「日本のナポレオン」は収録ゲームからはずされているが、「イギリスのナポレオン（ナップ）」は、こちらでも収録されている。

### その他
ナポレオン ラヴァート大決戦
アルテイルネットの1コンテンツ。
対人戦も可能なオンラインゲーム。
SDIN無料ゲーム
対人戦も可能なオンラインゲーム。
ソニックのナポレオン
セガが配信していたフィーチャーフォン用アプリ。
これ以外にも外観の異なる同内容のアプリを数回リリースしていた。